# John Alsop King

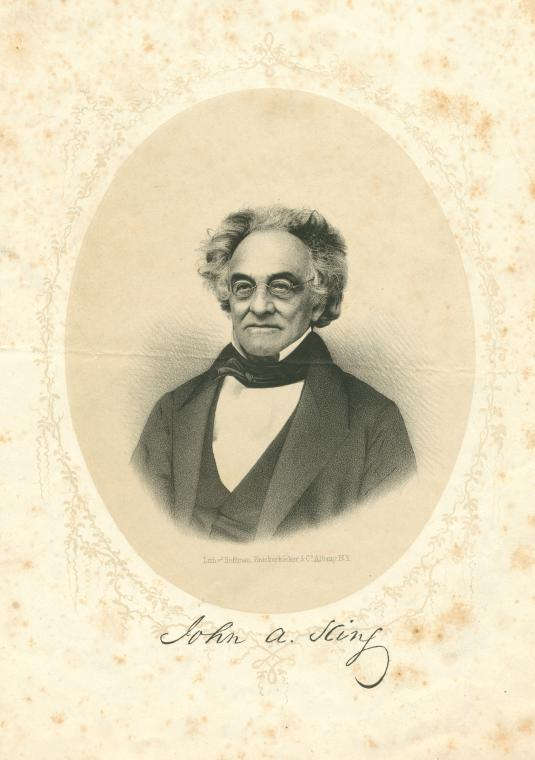
John Alsop King

John Alsop King (* 3. Januar 1788 in New York City; † 7. Juli 1867 in Jamaica, New York) war ein US-amerikanischer Politiker und von 1857 bis 1859 Gouverneur von New York. Zwischen 1849 und 1851 vertrat er diesen Bundesstaat im US-Repräsentantenhaus.

## Frühe Jahre und politischer Aufstieg
John King war der Sohn von US-Senator Rufus King (1755–1827) und der ältere Bruder des Kongressabgeordneten James G. King (1791–1853). Er besuchte die Harrow School in England und studierte in Paris. Nach seiner Rückkehr aus der französischen Hauptstadt in die Vereinigten Staaten studierte er noch Jura. Während des Britisch-Amerikanischen Krieges von 1812 war er Leutnant einer Kavallerieeinheit. Danach war er in Jamaica im Staat New York als Farmer tätig.
Zwischen 1819 und 1821 saß King als Abgeordneter in der New York State Assembly, von 1823 bis 1825 gehörte er dem Staatssenat an. Im Jahr 1825 wurde er bei der amerikanischen Botschaft in London angestellt. Nach Auflösung der Demokratisch-Republikanischen Partei wurde King Mitglied der Whigs. In den Jahren 1832, 1838 und 1840 wurde er erneut in die State Assembly gewählt. 1839 und 1852 war er Delegierter zu den Whig National Conventions. Für diese Partei war er zwischen dem 4. März 1849 und dem 3. März 1851 für eine Legislaturperiode Abgeordneter im Kongress. Danach arbeitete er als Rechtsanwalt. Nachdem sich seine Partei Mitte der 1850er Jahre aufgelöst hatte, wurde King Mitglied der neugegründeten Republikaner, deren Republican National Convention er im Jahr 1856 als Delegierter besuchte.

## Gouverneur von New York und weiterer Lebenslauf
Am 4. November 1856 wurde John King als erster Kandidat der Republikanischen Partei zum Gouverneur des Staates New York gewählt, wobei er sich mit 45:33 Prozent der Stimmen gegen den Demokraten Amasa J. Parker durchsetzte. King trat seine zweijährige Amtszeit am 1. Januar 1857 an. In seiner Amtszeit wurde die landwirtschaftliche Gesellschaft des Staates New York gegründet und das Bildungssystem des Staates verbessert. Nach dem Ende seiner Amtszeit war King Delegierter auf einer erfolglosen Konferenz, die im Frühjahr 1861 in Washington, D.C. stattfand und den Ausbruch des Bürgerkrieges in letzter Minute verhindern sollte. Danach zog sich King aus der Politik zurück. Er starb am 7. Juli 1867 in Jamaica auf Long Island. Mit seiner Frau Mary Ray hatte er sieben Kinder.